# Szabó Dénes (nyelvész)
Szabó Dénes (Makó, 1913. december 20. – Budapest, 1994. február 28.) magyar nyelvész, egyetemi tanár.

## Életpályája
Pápán érettségizett a bencés gimnáziumban, és 1936-ban diplomázott a Pázmány Péter Tudományegyetem Bölcsészettudományi Karának magyar–latin szakán. Eötvös-kollégista volt. Az egyetemen tanárai voltak Gombocz Zoltán, Pais Dezső, Moravcsik Gyula, a kollégiumban pedig lakótársa volt Vajda György, Mód Péter, Hadrovics László, Mollay Károly, Kálmán Béla és az észt Felix Oinas.
1936–1939 között a vilnói egyetemen oktatott, ezt követően 1942-ig középiskolában tanított. Később a Magyarságtudományi Intézetben dolgozott mint tanársegéd, adjunktus és titkár. 1944-ben szerezte meg bölcsészdoktori fokozatát a Pázmány Péter Tudományegyetemen. 1949-ben alapító tagja volt a Magyar Tudományos Akadémia Nyelvtudományi Intézetének. 1950-től az Eötvös Loránd Tudományegyetem bölcsészettudományi karának tanára; 1952-től az I. számú nyelvtudományi tanszéken Pais Dezső mellett dolgozott. 1957-től a Magyar Tudományos Akadémia Nyelvtudományi Intézetének tudományos főmunkatársa volt.

## Családja
Édesanyja Herresbacher Mária, Herresbacher Rudolf igazgató-tanító lánya volt. Nagybátyja, Herresbacher Dénes (1881–1953) plébános, pápai kamarás volt.

## Művei
- Szaján, Szany, Szehénfa (1936)
- Az első magyar népnyelvkutató értekezlet határozatai (1942)
- A magyar nyelvemlékek (1951, 1952, 1956, 1957, 1958, 1959, 1960, 1961, 1963, 2014)
- A dömösi adománylevél hely- és vízrajza (1954)
- A mai magyar nyelv I–II. (1954-1955)
- Petőfi-szótár (Gáldi Lászlóval, 1955)
- Lehrbuch der ungarishen Sprache (1958, társszerzők: Bánhidi Zoltán és Jókay Zoltán)
- Úriszék (1958)
- Learn Hungarian (Bánhidi Zoltánnal és Jókay Zoltánnal, 1965)
- Lengyel nyelvkönyv: tanfolyamok és magántanulók számára (1968, társszerzők: Kerényi Grácia és Varsányi István)
- Lengyel nyelvkönyv (1980, társszerzők: Bańczerowski Janusz és Bakonyi Istvánné)
- Fonetika (1950, egyetemi jegyzet)
- Leíró magyar nyelvtan (1950, egyetemi jegyzet)